# Euxoa hyperythra
Euxoa hyperythra là một loài bướm đêm trong họ Noctuidae.